# 松鼠库克倒霉的一天
《松鼠库克倒霉的一天》是一款由Rare在任天堂64上设计和制作的动作平台类游戏。本游戏于2001年3月5日在北美地区发行，于2001年4月6日在欧洲地区发行。本游戏是松鼠库克系列的一个作品。

Conker 的 Bad Fur Day 標識。

本游戏的主人公是一个懒惰的，喜欢饮酒的红色松鼠库克。他企图回家去会见他的女朋友Berri。游戏情节包含多个挑战，涉及平台、解答疑问、与敌人对战和收集物品等。这些情节分成各个章节，每个章节有着各个主题。